# Stegobolus wrightii
Stegobolus wrightii är en lavart som först beskrevs av Edward Tuckerman och som fick sitt nu gällande namn av Andreas Frisch. 
Stegobolus wrightii ingår i släktet Stegobolus och familjen Graphidaceae. Inga underarter finns listade i Catalogue of Life.